# Abirus
Abirus is een geslacht van kevers uit de familie bladkevers (Chrysomelidae).
De wetenschappelijke naam van het geslacht werd in 1874 gepubliceerd door Félicien Chapuis.

## Soorten
- Abirus foveata (Tan, 1982)
- Abirus laticornis Tan, 1982
- Abirus xishuangensis Tan, 1982
- Abirus yunnanensis (Tan & Wang, 1984)